# 자동공부책상 위키 2
《자동공부책상 위키 2》는 2016년 2월 22일부터 2021년 4월 2일까지 KBS 2TV에서 방영된 어린이 프로그램이다.

## 기획의도
얘들아, 우리랑 같이 하자!

## 프로그램 소개
- 다양한 코너들을 통해 어린이들의 전 영역 발달을 돕는 프로그램

## 방송 시간
| 방송 채널 | 방송 기간                         | 방송 시간                             | 방송 분량 |
| --------- | --------------------------------- | ------------------------------------- | --------- |
| KBS 2TV   | 2016년 2월 22일 ~ 2019년 9월 11일 | 매주 월요일 ~ 목요일 오후 3:00 ~ 3:30 | 30분      |
| KBS 2TV   | 2019년 9월 16일 ~ 2021년 4월 2일  | 매주 월요일 ~ 금요일 오후 3:10 ~ 3:30 | 20분      |

## 제작진
- 책임 프로듀서 : 한경택
- 연출 : 기훈석, 정효영, 조성광
- 작가 : 안영은, 김하늘
- 자문 : 영어 한양대학교 영어 교육과 한문섭 교수
- 중국어 한국중국어교육개발원 박용호 선생님
- 한국어 KBS 한국어 연구원
- 문전사 : 사업총괄 김정식, KBS 미디어 전현태
- 목소리 출연
- 개그맨 : 박준형, 김지혜
- 종합녹음제작 : 민아, 이규창
- 미술 : 오혜원, 김소라, 김지영
- 편집 : 김명윤
- 행정 : 예하은
- 홍보 : 최승주
- 음악.작곡 : 최병일
- 노래 : 이서현 김윤미 한진희 맹효원
- 효과 : 김만기
- 컬러리스트 : 김재상
- 제작편집 : 이수은
- SMR : 최민영, 박기영
- CG : 박유미
- 애니메이션 특수영상 : Studio MIN
- 기획총괄 : 송정민
- 슈퍼바이저 : 임배근, 엄태영
- 프로듀서 : 최정훈
- 모델링 : 김동현, 장지연, 김지명
- 애니메이션 : 배대근, 조성희, 최민철, 차은미, 이윤신
- 특수 효과 : 이승현
- 라이팅.합성 : 임남수, 김금영, 임현정, 박은경, 김은지, 정세현, 이성원, 조은나래